# American Basketball League 1926-1927
La stagione 1926-1927 della American Basketball League fu la seconda nella storia della lega.
La stagione venne divisa in due fasi: la squadra vincitrice della prima fase, sfidò la vincirice della seconda. Vinsero il titolo i Brooklyn Celtics, che ebbero la meglio 3-0 nella serie finale contro i Cleveland Rosenblums, campioni in carica.

## Classifiche

### Prima fase
|    | Classifica prima fase 1926-1927 | V  | P  |
| -- | ------------------------------- | -- | -- |
| 1. | Cleveland Rosenblums            | 17 | 4  |
| 2. | Washington Palace Five          | 16 | 5  |
| 3. | Philadelphia Warriors           | 14 | 7  |
| 4. | Brooklyn Celtics                | 13 | 8  |
| 5. | Fort Wayne Hoosiers             | 8  | 13 |
| 6. | Rochester Centrals              | 8  | 13 |
| 7. | Chicago Bruins                  | 7  | 14 |
| 8. | Baltimore Orioles               | 1  | 20 |
| 9. | Detroit Lions                   | 0  | 6  |

- I Detroit Lions hanno abbandonato il campionato dopo le prime 6 partite.
- I Brooklyn Arcadians hanno iniziato la stagione (con la denominazione "Brooklyn Rockets") ma dopo 5 sconfitte lasciarono la lega, e il loro posto venne preso dai Brooklyn Celtics, che ne ereditarono anche i risultati.

### Seconda fase
|    | Classifica seconda fase 1926-1927 | V  | P  |
| -- | --------------------------------- | -- | -- |
| 1. | Brooklyn Celtics                  | 19 | 2  |
| 2. | Fort Wayne Hoosiers               | 15 | 6  |
| 3. | Washington Palace Five            | 14 | 7  |
| 4. | Philadelphia Warriors             | 10 | 11 |
| 5. | Cleveland Rosenblums              | 9  | 12 |
| 6. | Chicago Bruins                    | 6  | 15 |
| 7. | Rochester Centrals                | 6  | 15 |
| 8. | Baltimore Orioles                 | 5  | 16 |

## Playoff
| Squadra 1            | Totale | Squadra 2        | Gara 1 | Gara 2 | Gara 3 | Gara 4 | Gara 5 |
| -------------------- | ------ | ---------------- | ------ | ------ | ------ | ------ | ------ |
| Cleveland Rosenblums | 0-3    | Brooklyn Celtics | 21-29  | 20-28  | 32-35  | -      | -      |